# Špicbergen
Špicbergen je najveće i jedino trajno naseljeno ostrvo Svalbardskog arhipelaga u severnoj Norveškoj. Ono predstavlja najzapadniji deo arhipelaga, granica je s Arktičkim okeanom, Norveškim morem i Grenlandskim morem. Špicbergen obuhvata površinu od 37.673 km², što ga čini najvećim ostrvom u Norveškoj i 36. najvećim na svetu. Administrativni centar i najveće naselje je Longjir. Ostala naselja, pored istraživačkih postaja su ruska rudarska zajednica Barencburg, istraživačko naselje Nu-Alesund, i rudarska postaja Sveagruva.
Ostrvo je prvobitno korišteno kao baza kitolovaca u 17. i 18. veku, nakon čega je bilo napušten. Rudarstvo uglja započelo je krajem 19. veka i uspostavljeno je nekoliko stalnih zajednica. Svalbardski sporazum iz 1920. godine priznaje norveški suverenitet i uspostavio Svalbard kao slobodnu ekonomsku i demilitarizovanu zonu. Nijedna cesta ne povezuje naselja; umesto toga, avioni i brodovi služe kao lokalni prevoz. Svalbardski aerodrom, Longjir pruža glavnu tačku ulaska i izlaska.
Flora koristi dugotrajno ponoćno sunce, što nadoknađuje polarnu noć. Svalbard je teren za razmnožavanje mnogih morskih ptica i takođe podržava polarne medvede, sobove i morske sisare. Šest nacionalnih parkova štiti uglavnom netaknutu, ali lomljivu okolinu. Ostrvo ima mnogo ledenjaka, planina i fjordova.

## Etimologija
Špicbergen je 1596. godine nazvao njegov otkrivač, holandski istraživač Vilem Barenc. Naziv Špicbergen, što znači „šiljaste planine” (od holandskih reči spits - šiljasto, bergen - planine), isprva su korištene za oba glavna ostrva i arhipelag u celini. U 17. i 18. veku engleski kitolovi nazivali su ostrva „Grenlandom”, praksa koja je još uvek sleđena 1780. godine, i koju je svojevremeno kritikovao Sigismund Bakstrom. Spelovanje „Spitzbergen” je korišteno u Engleskoj tokom 19. veka, na primer u radovima Bičija, Leinga, i Kraljevskog društva.
Godine 1906, Arktički israživač Ser Martin Konvej smatrao je da je Spitzbergen spelovanje pogrešno, te je preferirao Spitsbergen, jer je zapazio da je ime bilo holandsko, a ne nemačko. To je imalo malo uticaja na britansku praksu. Godine 1920, međunarodnim dogovorom je određena sudbina ostrva u vidu Svalbardskog sporazuma. Ta ostrva se u Sjedinjenim Državama uglavnom nazivaju Spitsbergen iz tog vremena, iako je spelovanje Spitzbergen takođe često korišteno tokom 20. veka.

## Istorija
Prvi zapisi u kojima se navodi ovo ostrvo potiču od holandskog istraživača Vilema Barenca, do kojeg je došao tražeći severnomorsku rutu, 1596. godine. Vilem Janszon Blau je napravio prvu dobru mapu ostrva 1623. godine. Arhipelag je bio poznat ruskim lovcima od 14. ili 15. veka, mada nema čvrstih dokaza.
Vrlo brzo nakon početka kitolovstva Dansko-Norveška kruna proglašava Jan Majen i Špicbergenski arhipelag svojom teritorijom 1616. godine, što je i Engleska učinila. Engelska se usredotočila na Špicbergen početkom 17. veka, a Kraljevska povelja engleske krune iz 1613. godine dodelila je monopol nad kitolovom u Špicbergenu, temeljen na (pogrešnoj) tvrdnji da je Hju Vilobi otkrio tu zemlju 1553. godine. Ne samo da su pogrešno pretpostavili da je englesko putovanje iz 1553. godine stiglo na to područje, već je 27. juna 1607. godine, tokom svog prvog putovanja u potrazi za „severoistočnim prolazom” u ime kompanije, Henri Hadson video „Njuland” (tj. Špicbergen), blizu ušća velikog zaliva Hadson (Kanada) kasnije nazvan Veliki Indraft (Isfjorden). Na ovaj su se način Englezi nadali da će sprečiti širenje Holanđana u regiji, u to vreme njihovog velikog suparnika. U početku su Englezi pokušavali da proteraju konkurente, ali nakon sporova s Holanđanija (1613–24), oni su u većini slučajeva zahtevali samo uvale južno od Kongsfjordena.

### Danska osvajanja
Od 1617. godine nadalje, danska unajmljena firma počela je da šalje flote kitolovaca u Špicbergen. Ovo uspešno širenje Danske na severni Atlantik istoričari su nedavno naveli kao prvi korak dansko-norveške države u prekomorski kolonijalizam. Na kraju je izgrađeno malo prekomorsko carstvo trgovačkih postaja Istočne Indije, poseda Severnog Atlantika (poput Grenlanda i Islanda) i malog atlantskog trgovačkog puta između poseda na Gvinejskoj obali i onoga što su sada Devičanska ostrva Sjedinjenih Država. Čitav arhipelag Svalbard, kojim su prvo nominalno vladali Danska-Norveška, a kasnije Norvežani (kao Unija između Švedske i Norveške od 1814. do 1905. godine, nezavisna Norveška od 1905), ostao je izvor bogatstva za ribolov i kitolov plovila mnogih nacija. Ostrva su takođe postala polazna tačka za brojne arktičke istraživače.

### Špicbergenski ugovor
Špicbergenski ugovor je takođe poznat pod imenom Svalbardski ugovor. Između 1913. i 1920. godine, Špicbergen je bio neutralan prostor. Ugovorom o Špicbergenu od 9. februara 1920. priznaje se potpuni i apsolutni suverenitet Norveške nad svim arktičkim arhipelagom Svalbarda. Ostvarivanje suvereniteta, međutim, podleže određenim odredbama, i ne primjenjuju se svi norveški zakoni. Izvorno ograničen na devet država potpisnica, preko 40 su sada potpisnice sporazuma. Građani bilo koje zemlje potpisnice mogu se naseljavati u arhipelagu. Arhipelag Svalbard postao je deo Norveške Zakonom o Svalbardu iz 1925. Od ovog datuma bila je to regija Norveške, s guvernerom kojeg je imenovala Norveška, administrativno središte Longjir. Ograničenja uvođenja određenih norveških zakona navedena su u Špicbergenskom ugovoru.

## Vlada
Svalbardskim ugovorom iz 1920. uspostavljen je potpuni norveški suverenitet nad Svalbardom. Svih 40 zemalja potpisnica ugovora imaju pravo na komercijalne aktivnosti na arhipelagu bez diskriminacije, iako su sve aktivnosti podložne norveškom zakonodavstvu. Sporazum ograničava pravo Norveške na prikupljanje poreza za financiranje usluga na Svalbardu. Špicbergen je demilitarizovana zona, jer sporazumom zabranjuje osnivanje vojnih postrojenja. Sporazum zahteva da Norveška zaštiti prirodnu okolinu. Ostrvom upravlja guverner Svalbarda, koji je odgovoran kao guverner okruga i šef policije, kao i ovlašćenja data od izvršne vlasti. Iako je Norveška deo Europskog ekonomskog prostora (EEA) i Šengenskog sporazuma, Svalbard nije deo Šengenskog prostora, niti EEA.
Stanovnicima Špicbergena ne trebaju vize za Šengen, ali zabranjen im je dolazak do Svalbarda iz kontinentalne Norveške bez njih. Ljude bez materijalnih sredstava guverner može odbiti kao stanovnike. Građani bilo koje zemlje potpisnice ugovora mogu posetiti ostrvo bez vize. Rusija zadržava konzulat u Barentsburgu.

## Populacija
Godine 2009, Špicbergen je imao 2.753 stanovnika, od čega su 423 bile ruske ili ukrajinske nacionalnosti, a 322 bile su osobe koje nisu Nnorvežani koji su živeli u norveškim naseljima. Najveće nenorveške grupe u Longjiru u 2005. bile su iz Tajlanda, Švedske, Danske, Rusije i Nemačke. Špicbergen spada među najsigurnija mesta na Zemlji, bez ikakvog kriminala. Longjir je najveće naselje na ostrvu, sedište guvernera i jedini uključeni grad. Novine Svalbardposten izlaze nedeljno. Na Longjiru ostaje samo mali deo rudarske aktivnosti; umesto toga, radnici putuju u Svegruva (ili Sve) gde Norske upravlja rudnikom.
Od 2002. godine Veće zajednice Longjir imalo je odgovornosti opštine, uključujući komunalne usluge, obrazovanje, kulturne objekte, vatrogasnu službu, ceste i luke. Usluge njege nisu dostupne, niti su na raspolaganju usluge socijalne pomoći. Stanovnici Norveške zadržavaju penzijska i zdravstvena prava kroz svoje kopnene opštine. Bolnica je deo Univerzitetske bolnice severne Norveške, dok vazdušnom lukom upravlja državni Avinor. Nu-Olesund i Barentsburg su gradovi preduzeća sa svom infrastrukturom u vlasništvu Kings Beja i Arktikugola. Ostale javne službe prisutne na Svalbardu su Norveška rudarska uprava, Norveški poljski institut, Norveška poreska uprava i Crkva u Norveškoj. Svalbard je podređen Okružnom sudu Nord-Troms i Apelacionom sudu Hologaland, oba smeštena u Tromseu.
Nu-Olesund je trajno naselje koje se u potpunosti temelji na istraživanjima, i nije rudarski grad. Iako u selu postoji vid turizma, norveške vlasti ograničavaju pristup postolju kako bi umanjile uticaj na naučni rad. U Nu-Olesundu zimi živi 35, a leti 180 stanovnika. Poljska upravlja poljskom polarnom stanicom u Hornsundu, s deset stalnih stanovnika.
Barentsburg je jedino preostalo rusko naselje, nakon što je Pramiden napušten 1998. To je fabrički grad, pri čemu su sve fabrike su u vlasništvu Arktikugola, koji upravlja rudnikom uglja. Piramiden je građen na isti nači. Oba grada su izgrađene u tipičnom sovjetskom stilu.

## Ekonomija
Tri glavne industrije na Špicbergenu su vađenje ugla, turizam i istraživanje. U 2007. godini u rudarskom je sektoru radilo 484 osobe, u turističkom sektoru 211 ljudi, a u sektoru obrazovanja 111 ljudi. Iste godine je rudarstvo ostvarilo prihod od 2.008 miliona norveških kruna, turizam 317 miliona norveških kruna, a istraživanje 142 miliona norveških kruna. U 2006. prosečni prihod za ekonomski aktivne ljude bio je 494.700 NOK - 23% veći nego na kopnu. Gotovo svi posedi su u vlasništvu različitih poslodavaca i institucija, a iznajmljuju se njihovim zaposlenicima; postoji samo nekoliko kuća u privatnom vlasništvu, od kojih su većina rekreacijske kabine. Zbog toga je gotovo nemoguće živeti na Špicbergenu bez rada za uspostavljenu ustanovu.
Od preseljenja Špicbergena početkom 20. vake, vađenje ugljena bila je dominantna trgovačka aktivnost. Trgovina Norske, podružnica norveškog Ministarstva trgovine i industrije, upravlja Sve Nordom u Svegruvi i Rudnikom 7 u Longjiru. Prva je proizvela 3,4 miliona tona u 2008, dok druga šalje 35% svoje proizvodnje u elektranu Longjir. Od 2007. godine nije bilo značajnog miniranja ruskog državnog Arktikugola u Barentsburgu. Prethodno je rađeno probno bušenje nafte na kopnu, ali to nije dalo dovoljno povoljne rezultate da opravda stalni rad. Norveške vlasti ne dopuštaju naftne aktivnosti na moru iz ekoloških razloga, a zemlja, na kojoj je prethodno testirano, zaštićena je kao prirodni rezervati ili nacionalni parkovi.
Špicbergen je istorijski bio baza i za kitolov i za ribolov. Norveška je zatražila 20000 nautičkih milja (370 km; 230 mi) ekskluzivne privredne zone (EEZ) oko Svalbarda 1977, Norveška zadržava restriktivnu ribarstvenu politiku u zoni, a te tvrdnje osporava Rusija. Turizam je usmeren na životnu sredinu i usredotočen je na Longjir. Aktivnosti uključuju planinarenje, vožnje kajakom, šetnje pećinama ledenjaka, vožnje skutera na snegu i safari sa psima. Brodovi za krstarenje stvaraju značajan deo prometa, uključujući zaustavljanja oba priobalska plovila i ekspedicijska krstarenja koja počinju i završavaju u Svalbardu. Promet je snažno koncentriran između marta i avgusta. Noćenja su bila povećana od 1991. do 2008. godine, kada je bilo 93.000 gostiju.
Istraživanje središta Svalbarda je na Longjiru i Nu-Olesundu, najpristupačnijim područjima na visokom Arktiku. Norveška daje dozvolu bilo kojoj državi da sprovede istraživanja na Svalbardu, što rezultira poljskom polarnom stanicom, indijskom stanicom Himadri i kineskom stanicom Arktička žuta reka, te ruskim postrojenjima u Barentsburgu. Univerzitetski centar u Svalbardu u Longjiru nudi studentima dodiplomske, diplomske i postdiplomske studije za 350 studenata različitih arktičkih nauka, posebno biologije, geologije i geofizike. Pružaju se kursevi za dopunu studija na matičnim univerzitetima; ne postoje školarine, a kursevi se održavaju na engleskom jeziku, a norveški i strani studenti su podjednako zastupljeni. Svalbardsko globalno skladište semena je spremište svih vrsta biljaka na svetu u slučaju njihovog izumiranja. Saradnjom između norveške vlade, trezor je urezan u stenu u blizini Longjira, održavajući ga na prirodnoj temperaturi od −6 °C (21 °F) i hlađenje semena na −18 °C (0 °F) ). Svalbardski podmorski kablovski sistem je optička linija dužine 1440 km (890 milja) od Svalbarda do Harstada, koji omogućava komunikaciju sa polarnim orbitirajućim satelitom preko satelitske stanice Svalbard i instalacija u Nu-Olesundu.

## Promet
Unutar Longjira, Barentsburga i Nu-Olesunda postoje cestovni sistemi, ali oni nisu povezani. Terenski motorni prevoz zabranjen je na golom terenu, ali se motorne sanjke intenzivno koriste tokom zime za komercijalne i rekreacijske aktivnosti. Prevoz iz Longjira u Barentsburg (45 km ili 28 milja) i Piramiden (100 km ili 62 milje) moguć je motornim sankama tokom zime ili brodom tokom cele godine. Sva naselja imaju luke, a Longjir ima autobuski sistem.
Vazdušna luka Svalbard, Longjear, udaljena 3 kilometra od Longjira, jedina je vazdušna luka koja nudi vazdušni prevoz za ostrvo. Skandinejvijan erlajns sistem ima dnevne redovne letove za Tromse i Oslo; postoje i neregularne čarter usluge za Rusiju. Luftransport pruža redovne korporativne usluge od Longjira do vazdušne luke Nu-Olesund i vazdušne luke Sve za Kings Bej; ti letovi generalno nisu dostupni javnosti. U Barentsburgu i Piramidenu postoje heliporti.

## Klima
Ostrvo ima arktičku klimu. Severoatlantska morska struja menja Špicbergensku temperaturu, posebno tokom zime, tako da Svalbardski arhipelag ima do 20 °C (68 °F) toplije zimske temperature od Rusije i Kanade koje su na sličnoj geografskoj širini. Ovo omogućuje putuvanje oko ostrva tokom skoro cele godine. Unutrašnjost fjordova, zaklonjena planinama, ima niže temperature negu obala. Na jugu Špicbergena, temperatura je malo viša od krajnjeg severa i zapada. Tokom zime, temperaturna razlika između juga i severa je tipično 5 °C (41 °F), dok oko 3 °C (37 °F) leti. Padavine su česte, ali padaju u malim količinama, obično manje od 400 milimetara godišnje u zapadnom Špicbergenu. Više kiše padne na nenaseljenu istočnu stranu, gde godišnje može biti više od 1,000 milimetara.
Špicbergen je u novije vreme jako pogođen klimatskim promenama te prema istraživanjima Longjir je grad s najvećim klimatskim promenama u zadnje vreme.

## Priroda
Na ostrvu obitavaju samo tri kopnene vrste sisara: arktička lisica, Svalbardov irvas i slučajno uvedena južna voluharica, koja se nalazi samo u Grumantu. Pokušaji uvođenja arktičkog zeca i mošusa nisu uspeli. Postoji petnaest do dvadeset vrsta morskih sisara: uključujući kitove, delfine, foke, morževe i polarne medvede. Jezerska zlatovčica naseljava Linvatn i druga slatkovodna jezera na ostrvu.
Polarni medvedi su ikonski simbol Špicbergena i jedna od glavnih turističkih atrakcija. Iako su zaštićeni, osobe koje idu izvan naselja moraju nositi pušku radi odbrane od njih. Svalbardski jelen (R. tarandus platyrhynchus) izrazita je podvrsta. Iako je prethodno bio gotovo izumro, dozvoljen je lov na njega i na arktičku lisicu.
Na Špicbergenu se nalazi tridesetak vrsta ptica, od kojih je većina selidbena. Barencovo more jedno je od područja na svetu s najviše morskih ptica, a oko 20 milijuna ih je prisutno tokom leta. Šesnaest vrsta nalazi se na IUCN-ovom Crvenom spisku. Posebno su Storfjorden i severozapadni Špicbergen važna uzgajališta morskih ptica.
Ostaci Predatora X iz jurskog razdoblja otkriveni su 2008. To je najveći morski gmizavac iz doba dinosaurusa koji je ikada pronađen. Svalbard ima permafrost i tundru, s niskom, srednjom i visokom arktičkom vegetacijom. Na arhipelagu je pronađeno 165 vrsta biljaka. Vegetacija imaju samo ona područja koja odmrzavaju leti. Vegetacija je najzastupljenija u zemlji Nordenskield, oko Isfjordena (u tom fjordu je Longjir). Iako ima malo padavina, što ostrvu daje stepsku klimu, biljke i dalje imaju dobar pristup vodi, jer hladna klima smanjuje isparavanje. Sezona rasta vrlo je kratka i može trajati samo nekoliko nedela.

## Literatura
- Arlov, Thor B. (1996). Svalbards historie (на језику: Norwegian). Oslo: Aschehoug. ISBN 978-82-03-22171-2.
- Arlov, Thor B. and Arne O. Holm (2001). Fra company town til folkestyre (на језику: Norwegian). Longyearbyen: Svalbard Samfunnsdrift. ISBN 978-82-996168-0-5.
- Fløgstad, Kjartan (2007). Pyramiden: portrett av ein forlaten utopi (на језику: Norwegian). Oslo: Spartacus. ISBN 978-82-430-0398-9.
- Tjomsland, Audun & Wilsberg, Kjell (1995). Braathens SAFE 50 år: Mot alle odds. Oslo. ISBN 978-82-990400-1-3.
- Torkildsen, Torbjørn;  . (1984). Svalbard: vårt nordligste Norge (на језику: Norwegian). Oslo: Forlaget Det Beste. ISBN 978-82-7010-167-2.
- Umbreit, Andreas (2005). Guide to Spitsbergen. Bucks: Bradt. ISBN 978-1-84162-092-3.
- Stange, Rolf (2011). Spitsbergen. Cold Beauty (Photo book) (на језику: енглески, German, Dutch и Norwegian). Rolf Stange. ISBN 978-3-937903-10-1. Архивирано из оригинала 9. 12. 2012. г.
- Stange, Rolf (2012). Spitsbergen – Svalbard. A complete guide around the arctic archipelago. Rolf Stange. ISBN 978-3-937903-14-9. Архивирано из оригинала 10. 12. 2012. г.